# Плем'я Води
Плем'я Води — збірна назва для людських племен з всесвіту мультсеріалу «Аватар: Останній захисник». Плем'я Води ділиться на дві основні групи, які живуть на різних полюсах: Південне Плем'я Води і Північне Плем'я Води.
Існують також люди, що живуть в туманних болотах Царства Землі, які хоча і сильно відрізняються від основних представників, але тим не менше також підкорюють воду, щоправда використовуючи для цього дещо відмінну техніку.
Крім того, плем'я Туманного болота має уміння управляти водою, яка міститься в живих істотах, у такий спосіб підкоряючи собі їх, наприклад, вони можуть керувати рослинами.
Представники Племені Води практикують магію води в різних її проявах, що залежить від ступеня їхньої майстерності, а також конкретного району їх проживання. Після постійних і жорстоких атак Народу Вогню в Південному Племені Води не залишилося магів води. Єдиним магом води цього племені виявилася Катара, яку ціною свого життя зуміла врятувати матір. З цієї причини основна частина магів води сконцентрована в Північному Племені. Крім того, по ходу розповіді виявляється давно забуте та ізольоване плем'я туманних боліт.

## Зовнішність
Представники Племені Води як Південного, так і Північного, мають світло-коричневе або темне волосся (тільки принцеса Юї має світле волосся), блакитні очі і смаглявий колір шкіри. Одяг Племені Води являє собою набір з синьої шуби і теплих хутряних штанів того ж кольору.
Одяг має, як правило великі вилоги, довгі рукава, що продиктовано досить суворими умовами проживання. Також носять рукавиці синього кольору, тепле шкіряне на хутрі взуття. В цілому, загальний зовнішній вигляд має багато спільного з представниками народів півночі нашого світу.

## Символ Племені Води

Емблема Племені Води

Емблема Племені Води являє собою коло, що складається з білого півмісяця і трьох хвилястих ліній на чорному фоні, що символізують нічний океан. Символ часто з'являється на архітектурних спорудах, кораблях.
В емблемі Племені Води проявляється вся сутність даного народу, а також відображена концепція Магії Води, суть якої полягає в тому, щоб керувати водою так, як це робить місяць, контролюючи припливи і відпливи.
Чорний фон демонструє ніч, як найсприятливіший час для магів Води, коли вони досягають своєї максимальної потужності. Також в символі відображаються дух і Місяця і Океану, які мешкають в Оазисі Духів.
Вони перебувають у гармонії, доповнюючи і протистоячи один одному, таким чином створюючи необхідні умови для Магії Води і охороняючи баланс Місяця і Океану, збереження якого є важливим не тільки для Племені Води, але також і для інших народів.

## Пора року
Кожен з народів всесвіту Аватара піддається впливу певної домінуючої для нього пори року.
Для Племені Води такою є зима.

## Культура і побут
Хоча Плем'я Води достатньо однорідне в основній масі своїх проявів і традицій, тим не менш його варто розділяти на три складові частини.
Також слід зазначити, що після початку війни і упродовж неї контакти між племенами ослабли, а десь і зовсім припинилися. Але відомо, що до війни Південне і Північне Племена Води кожен рік зустрічалися в період першого молодика зими.
Культура і побут Племені Води дуже схожий з такими корінних народів півночі Північної Америки.

### Південне Плем'я Води
На момент основної дії серіалу Південне Плем'я Води знаходиться на межі зникнення. Це пов'язано з набігами і постійними атаками народу Вогню багато років тому.
Крім того, всі боєздатні чоловіки відправилися на війну на боці царства Землі, залишивши в селі тільки дітей, жінок і людей похилого віку. Всі його маги води були знищені на ранніх етапах війни. Деякі, такі, як Хама (навчила Катару магії крові), були схоплені і полонені народом Вогню.
Тільки Катарі вдалося вижити завдяки жертві її власної матері. Також відомо, що до війни на Південному полюсі, як і на Північному, існувало місто, побудоване з льоду і снігу за допомогою магії води, але воно було повністю знищене народом Вогню, а відновлювати його вже було нікому.
Тому сьогодні Південне Плем'я Води являє собою розрізнені групи людей, які намагаються вижити за всяку ціну і маючи лише надію на світле майбутнє. Залишилося населення практично беззахисне, оскільки всі воїни вирушили воювати за царство Землі в сторічній війні, розв'язаної народом Вогню.
Хоча контакти між племенами і припинилися, тим не менш Північне Плем'я відправляло групу обраних магів води, які повинні були допомогти Південному Племені відновити їх міста і обороноздатність, але ці зусилля виявилися марними, тому Південне Плем'я Води знаходиться на межі вимирання.
Про культуру Південного Племені сказано не багато. Серед дітей поширені різні забави, пов'язані з використанням льоду та снігу, зокрема діти люблять кататися на пінгвінах. Воїни носять спеціальні обладунки, а також маски. Ці обладунки називаються «вовча броня».
Крім того, перед боєм воїни племені розмальовують свої обличчя в бойову розмальовку. Такий загрозливий вигляд разом з вовчими обладунками повинні надавати воїнам виду вовчої зграї, що рухається.
У цілому ж, культура Південного Племені Води піддалася практично тотальному знищенню з утратою своїх міст і всіх магів води.

### Північне Плем'я Води
Північне Плем'я Води відносно спокійно перенесло війну, що пов'язано з суворим кліматом і складним для подолання ландшафтом, який оточує Північний полюс. Завдяки цьому плем'я зберегло свою культуру, а також в змозі розвивати магію води і вирощувати магів обох статей.
Коли на Північний полюс прибувають гості, Північне плем'я влаштовує на їхню честь свято, яке супроводжується демонстрацією майстерності магів води. Ця дія відбувається під бій традиційних барабанів.
Північне плем'я Води веде суворіший патріархальний спосіб життя, де гендерні ролі розділені дуже суворо і представляються у досить традиційній манері. Мистецтво підкорення Води є тут не тільки частиною бою, але і частиною вистави.
При чому навчатися цієї майстерності тут мають право лише чоловіки, залишаючи жінкам на відкуп лише магію цілительства. Жінки племені є здебільшого домогосподарками, кухарями, вихователями, чоловіки ж приймають всі важливі рішення, служать в армії, полюють і рибалять. Це частково змінюється після візиту на Північний полюс Аанга, Катари і Сокки.
У серіалі не згадується, коли юні маги води починають тренування, а також, яку освіту отримують представники племені, які не є магами, хоча з епізодів, присвячених Північному Племені, стає ясно, що члени племені вміють читати і писати. Також серед дітей є популярними забави з крижаними кульками. Також в племені практикуються домовлені шлюби, причому право вибору надається юнакові, а дівчина ж права голосу не має. Традиційна процедура сватання полягає в тому, що юнак дарує дівчині зроблене власноруч весільне намисто. Це відбувається після того, як дві сім'ї домовляться. Столиця Північного Племені Води нагадує крижану версію італійської Венеції зі складною системою каналів і мостів для переміщення по місту.
Місто оточене трьома лініями оборони, які дуже старанно охороняються військовими. Крижані скелі і айсберги створюють природний захист. Крім того, плем'я використовує сторожові вежі, звідки маги води можуть без зусиль управляти водою, щоб відбивати будь-які атаки ворога.
З іншого боку міста знаходиться непрохідна замерзла тундра, вижити в якій практично неможливо, тому атаки з того боку також не страшні племені.
Також мається на увазі, що основна частина племені живе в столиці, що забезпечує їй хороший боєздатний гарнізон і можливість тривалий час тримати оборону у той час як тривала облога дуже ускладнюється природними умовами Північного полюса.
Крім усього іншого, плем'я знаходиться під захистом духів Туї (місяць) і Ла (океан), які охороняють баланс, необхідний для магії води. В кінці першого сезону армія Вогню зосереджує всі свої сили саме на завоюванні Північного племені Води.
Адмірал Джао, якому було довірено командування армією, розробив стратегічний план. Головна роль відводилася саме Джао, який повинен був знищити дух Туї, тим самим послабивши воїнів племені. План був приведений в дію, але Аангу і Айро вдалося відновити баланс. Потім Аанг звільняє столицю від загарбників.
Таким чином, столиця Північного племені води, поряд з племенем туманних боліт залишається єдиним місцем, не захопленим армією Вогню за 100 років.

### Плем'я туманних боліт
Плем'я туманних боліт було забуте, тому йому дуже добре вдалося зберегтися в умовах непрохідних боліт на півдні Царства Землі.
Більшість представників цього племені володіють Магією Води, причому завдяки тривалому перебуванню серед рослин, вони навчилися підкоряти воду всередині них, що дало їм додатковий контроль і захист.
Їх зовнішній вигляд дуже сильно відрізняється від представників двох інших племен, що пов'язано в першу чергу із середовищем проживання. Вони використовують пов'язки на стегнах з рослин, а також носять пов'язки на руках. Їх головні убори являють собою листя рослин. Взуття плетене.
Весь одяг, присутній на них (а його не так багато), складається з рослин. Поклоняються ж вони не духам Океану і Місяця, а болоту, як такому, вважаючи його живою істотою. Також вони поклоняються великому старому дереву, що знаходиться в центрі болота, вірячи в те, що болото і дерево дарують їм життя, силу і захист від навколишнього світу.
Тривале перебування в невідомості пов'язане з тим, що записи про плем'я були втрачені і не збереглося інформації про нього ні в Північного, ні в Південного Племен, хоча фактично плем'я боліт є частиною Південного, члени якого тисячі років тому знайшли це місце і, будучи задоволеними кількістю води, вирішили тут залишитися. Забуттю також сприяло і середовище проживання племені, де знайти його практично неможливо.

## Управління
Південне Плем'я через свою розрізненість і нечисленність веде племінний спосіб життя, де кожним племенем керує одна людина, як правило найбільш стара і шанована.
Раніше всі вожді були чоловіками, але після початку війни обов'язки з управління плем'ям взяли на себе жінки, які і керують окремими селами колись сильного племені. Тому в племені поряд з патріархальною організацією управління існує і матріархальна.
До відходу на війну селом Катари і Сокки керував їх батько. У Північному Племені контроль належить одному вождеві, який тим не менш повинен радитися з лідерами окремих племен на раді вождя. Всі важливі політичні, військові й інші рішення вони приймають спільно, залишаючи тим не менше останнє слово за вождем.
У зв'язку з війною в раду почали входити і військові, а також найсильніші маги Води. Тобто співтовариство народу Води є вождівством, проте досить розвиненим, щоб карбувати гроші і здійснювати торгівлю з іншими племенами, закуповуючи деревину для кораблів і метал для зброї.
Народ Води з Південного полюса здійснює міну бартером і гроші не використовує.

## Ресурсиіїжа
Мешкаючи на полюсах, а також крижаних частинах узбережжя, племена Води дуже сильно залежать від океану й щедрості тундри. В основі раціону племен лежать різноманітні морепродукти, якими багаті прибережні води.
Вживається риба, молюски. Особливим делікатесом є гігантський морський краб. Різноманітності фауни океану вистачає, щоб забезпечити досить багатий і різноманітний раціон, у який входять різноманітні супи, основні страви і навіть десерти.
Для виробництва тканини і одягу використовують шкури тюленів, хутро північних ведмедів. Також для цих цілей може використовуватися і інший матеріал, отриманий з тварин, що мешкають в межах досяжності племені. Мисливці і рибалки Племені Води вважаються найкращими у своїй галузі в усьому світі.

## Армія племен Води
Через те, що основні племена Води ведуть в основному традиційний спосіб життя, їх збройні сили є найменш просунутими, на відміну від сучасних військових сил царства Землі і виключно індустріалізованих військових сил народу Вогню.
Тим не менше, в бою це компенсується величезною волею до перемоги, загартованою суворим кліматом іхоробрістю.

### Наземні сили
Як і в усіх вождівствах, воїном вважається будь-який дієздатний чоловік, що досяг повноліття і пройшов обряд ініціації (гонка в льодах).
Їх озброєння включає в себе дубини, загострені бумеранги, списи, зроблені з кісток тварин (використовуються також і для лову риби). Як наконечники використовуються зуби китів. Також воїни племені використовують короткі загострені з обох сторін мечі і щити.
Як правило, воїни розфарбовують свої обличчя в чорно-білу бойову розмальовку. Перед особливо важкими й жорстокими битвами вони одягають обладунок. У Північному Племені, крім звичайних воїнів, використовуються також маги води, які часто супроводжують основні сили окремими частинами.
Особливо їх використання стає ефективним під час повеней і вночі, коли міць магії води зростає в рази. Маги води прикривають свої обличчя, щоби бути якомога непомітнішими вночі.

### Флот
Кораблі племені Води є вітрильними і для руху використовують силу вітру.
Також вони можуть управлятися за допомогою весел. У цілому кораблі достатньо примітивні, зроблені з дерева і дуже сильно поступаються військово-морським силам народу Вогню. У ході серіалу Сокка і механіст з царства Землі розробили підводний човен і дещо модернізували флот племені Води.
Крім того, для руху кораблів може використовуватися магія води. Кораблі в основному використовуються для переміщення воїнів і магів води і практично не застосовуються виключно як військові.
Основна тактика війни на морі для племені Води є абордажні бої або напад на кораблі противника і дистанційне виведення їх з ладу за допомогою заморозки води навколо судна. Кораблі також часто використовуються для патрулювання зовнішніх периметрів оборони міст і лову риби.